# 観世銕之亟 (8世)
八世 観世 銕之亟（はっせ かんぜ てつのじょう、1931年（昭和6年）1月6日 - 2000年（平成12年）7月3日）は、日本の能楽師。本名は観世 静夫（かんぜ しずお）。雪号に静雪（せいせつ）。

## 生涯・業績
観世雅雪（七世観世銕之亟）の四男。はじめ祖父・観世華雪（六世観世銕之亟）、次いで父に師事。1934年（昭和9年）『鞍馬天狗』子方で初舞台。1938年（昭和13年）『合浦』で初シテ。1953年（昭和26年）『道成寺』を披く。1954年（昭和27年）第一回能楽渡欧団の一員としてヴェニス国際演劇祭に参加。
長兄観世寿夫が早世し、次兄観世栄夫がいったん能楽を離れたこともあり、父が雅雪と改めた翌年の1980年（昭和55年）に観世銕之亟を襲名した。1992年（平成4年）芸術選奨文部大臣賞受賞。1995年（平成7年）重要無形文化財保持者（人間国宝）に各個認定。1997年（平成9年）紫綬褒章受章。
長男が九世観世銕之丞の観世暁夫。長女の観世葉子は女優。桐朋学園短期大学部演劇科、演劇専攻科卒業後、1976年から1995年まで劇団民芸所属。したまち演劇祭実行委員会委員、台東区アートアドバイザーを務める。